# Peter Kennaugh
Peter Kennaugh, né le 15 juin 1989 à Douglas, est un coureur cycliste britannique. Professionnel entre 2010 et 2019, il est notamment champion olympique et champion du monde de poursuite par équipes en 2012. Sur route, il est double champion de Grande-Bretagne sur route en 2014 et 2015.
Il est membre de l'Ordre de l'Empire britannique.

## Biographie
Natif de la même ville que Mark Cavendish, Peter Kennaugh est champion du monde du scratch juniors en 2006. En 2009, il finit troisième du Baby Giro.
En 2010, Peter Kennaugh est recruté par l'équipe Sky. En juin, il est deuxième du championnat de Grande-Bretagne, battu par son coéquipier Geraint Thomas. Il dispute le Tour d'Espagne, son premier grand tour, que l'équipe Sky quitte à la fin de la première semaine, après la mort d'un de ses soigneurs, victime d'une septicémie. Plusieurs coureurs de l'équipe avaient auparavant abandonné, malades,. Au printemps 2011, il participe au Tour d'Italie, qu'il termine à la 87e place. Le mois suivant, il est troisième de la Route du Sud et du championnat de Grande-Bretagne. En août, il prend la cinquième place du Tour de Pologne.
En 2012, Peter Kennaugh se concentre sur la piste, en vue des Jeux olympiques de Londres. Il participe en avril aux championnats du monde sur piste à Melbourne en Australie. Il y remporte la médaille d'or de la poursuite par équipes en établissant un nouveau record du monde en 3 min 53 s 295, avec Edward Clancy, Steven Burke et Geraint Thomas. En mai, il dispute pour la deuxième fois le Tour d'Italie. Aux Jeux olympiques, Peter Kennaugh forme l'équipe britannique de poursuite par équipes, avec Steven Burke, Ed Clancy et Geraint Thomas. Le 2 août, ils établissent un nouveau record du monde en 3 min 52 s 499 lors du premier tour de compétition, et se qualifient en finale. Ils y battent les Australiens de trois secondes, avec un nouveau record du monde de 3 min 51 s 659. Ce titre lui vaut d'être nommé membre de l'Ordre de l'Empire britannique. Il est également le premier coureur originaire de l'Île de Man à remporter l'or olympique (le rameur Sidney Swann 1912).
En 2013, Kennaugh se consacre exclusivement à la route. En février, il aide Chris Froome à remporter le Tour d'Oman. En avril, il fait partie de la formation qui gagne le contre-la-montre par équipes du Tour du Trentin. En juin, lors du Critérium du Dauphiné, il est équipier de Froome et Richie Porte, qui terminent aux deux premières places du classement général. Il dispute son premier Tour de France, en tant qu'équipier de Christopher Froome, vainqueur de la course.
Peter Kennaugh obtient ses premières victoires individuelles sur route en mars 2014, lors de la Semaine internationale Coppi et Bartali. Après avoir gagné le contre-la-montre par équipes avec ses coéquipiers, il s'impose lors de la deuxième étape, et remporte le classement général, devant son coéquipier Dario Cataldo. Fin juin, il devient champion de Grande-Bretagne, en devançant un autre coéquipier, Ben Swift. Non-sélectionné pour le Tour de France, il dispute le Tour d'Autriche. Il s'impose lors de la première étape et garde la première place du classement général, gagnant ainsi sa deuxième course par étapes de l'année. Aux Jeux du Commonwealth, à Glasgow, il représente l'île de Man. Il obtient la médaille d'argent de la course aux points et prend la huitième place de la course sur route, après une longue échappée solitaire. Il participe ensuite au Tour d'Espagne, où il aide Chris Froome à prendre la deuxième place du classement général. Il est sélectionné en équipe de Grande-Bretagne pour la course en ligne des championnats du monde 2014,. Il en prend la 82e place.
En 2015, il est une nouvelle fois champion de Grande-Bretagne et remporte la 1re étape du Critérium du Dauphiné, ce qui lui permet de porter le maillot jaune pendant deux jours. Il participe à son deuxième Tour de France, remporté par son leader Christopher Froome, mais doit abandonner en dernière semaine. À la fin de la saison, il prolonge son contrat avec l'équipe Sky.
Il commence fort sa saison 2016, avec une victoire sur la Cadel Evans Great Ocean Road Race, ainsi qu'une étape du Herald Sun Tour qu'il termine troisième. Aligné au départ du Tour d'Espagne, il y gagne la première étape, un contre-la-montre par équipes, et devient le premier leader de l'épreuve. Il s'impose l'année suivante au sommet de l'Alpe d'Huez lors de la 7e étape du Critérium du Dauphiné. Cependant, il n'est pas sélectionné dans l'effectif de la Team Sky pour le Tour de France 2017. En août 2017, il annonce qu'il quitte le Team Sky pour rejoindre l'équipe Bora-Hansgrohe en 2018.
Pour la saison 2018, il déclare se sentir « beaucoup plus heureux » chez Bora-Hansgrohe qu'au sein de chez Sky. Cependant, après les courses australiennes de janvier 2018, il subit une dépression : « Je me sentais vraiment faible, l’entraînement n’allait pas bien, je me sentais très mal sur le vélo, et c'était devenu si intense que chaque jour d'entraînement, je me sentais tellement mal que je ne voulais tout simplement pas faire de vélo. ». En juillet, il remporte au sprint le Grand Prix Pino Cerami devant ses trois compagnons d'échappée. En fin d'année, il est seizième des mondiaux et troisième des Trois vallées varésines.

## Retraite sportive
Le 5 avril 2019, à 29 ans, il annonce mettre sa carrière entre parenthèses pour une durée indéterminée afin de lutter contre la dépression dont il souffre. Il ne reprendra finalement pas sa carrière cycliste. Le 15 novembre 2024, l'équipe Astana Qazaqstan team, annonce le recrutement de Peter Kennaugh, Dario Cataldo et Lorenzo Lapage, en tant que nouveaux directeurs sportifs.

## Palmarès sur route

### Palmarès par année
- 2006
  - 1re étape des Mersey Roads Two Day (contre-la-montre)
  - 2e du Tour du Pays de Galles juniors
  - 3e du championnat de Grande-Bretagne sur route juniors
- 2007
  -  Champion de Grande-Bretagne sur route juniors
  - 1re (contre-la-montre), 2e et 5e étapes du Tour du Pays de Galles juniors
  - Classement général du Keizer der Juniores
  - 2e du championnat de Grande-Bretagne du contre-la-montre juniors
  - 3e du Tour du Pays de Galles juniors
- 2008
  -  Champion de Grande-Bretagne sur route espoirs
  - Trophée international Bastianelli
  - Gran Premio Capodarco
  - 2e du GP of Wales
  - 2e du championnat de Grande-Bretagne sur route
- 2009
  -  Champion de Grande-Bretagne sur route espoirs
  - 3e étape du Baby Giro
  - 3e du Baby Giro
  - 3e du championnat de Grande-Bretagne sur route
  - 4e du championnat du monde sur route espoirs
- 2010
  - 2e du championnat de Grande-Bretagne sur route
- 2011
  - 3e de la Route du Sud
  - 3e du championnat de Grande-Bretagne du contre-la-montre
  - 5e du Tour de Pologne
- 2013
  - 1reb étape du Tour du Trentin (contre-la-montre par équipes)
  - Lincoln Grand Prix
- 2014
  -  Champion de Grande-Bretagne sur route
  - Semaine internationale Coppi et Bartali :
    - Classement général
    - 1reb (contre-la-montre par équipes) et 2e étapes

  - Tour d'Autriche :
    - Classement général
    - 1re étape
- 2015
  -  Champion de Grande-Bretagne sur route
  - 1re étape du Tour de Romandie (contre-la-montre par équipes)
  - 1re étape du Critérium du Dauphiné
- 2016
  - Cadel Evans Great Ocean Road Race
  - 1re étape du Herald Sun Tour
  - 1re étape du Tour d'Espagne (contre-la-montre par équipes)
  - 2e du Herald Sun Tour
- 2017
  - 7e étape du Critérium du Dauphiné
- 2018
  - Grand Prix Pino Cerami
  - 3e des Trois vallées varésines

### Résultats sur les grands tours

#### Tour de France
2 participations
- 2013 : 77e
- 2015 : abandon (16e étape)

#### Tour d'Italie
2 participations
- 2011 : 87e
- 2012 : abandon (17e étape)

#### Tour d'Espagne
3 participations
- 2010 : non-partant (8e étape)[14]
- 2014 : 71e
- 2016 : 42e, vainqueur de la 1re étape (contre-la-montre par équipes),  maillot rouge pendant 1 jour

### Classements mondiaux
| Année                                 | 2008 | 2009 | 2010 | 2011 | 2012 | 2013 | 2014 | 2015 | 2016 | 2017 | 2018 |
| ------------------------------------- | ---- | ---- | ---- | ---- | ---- | ---- | ---- | ---- | ---- | ---- | ---- |
| UCI World Tour                        |      |      |      | 83e  | nc   | nc   | nc   | 159e | nc   | 173e | 260e |
| Classement mondial                    |      |      |      |      |      |      |      |      | 120e | 492e | 240e |
| UCI Europe Tour                       | 107e | 188e |      |      |      |      |      |      | 453e | 868e | 163e |
| UCI Asia Tour                         | nc   | nc   |      |      |      |      |      |      | nc   | nc   | 444e |
| UCI Oceania Tour                      | nc   | nc   |      |      |      |      |      |      | 2e   | nc   | nc   |
|                                       |      |      |      |      |      |      |      |      |      |      |      |
| Légende : nc = non classéSource : UCI |      |      |      |      |      |      |      |      |      |      |      |

## Palmarès sur piste

### Jeux olympiques
- Londres 2012
  -  Champion olympique de poursuite par équipes (avec Edward Clancy, Geraint Thomas, Steven Burke)

### Championnats du monde
- Pruszków 2009
  - 6e de la poursuite
- Apeldoorn 2011
  -  Médaillé de bronze de la poursuite par équipes
- Melbourne 2012
  -  Champion du monde de poursuite par équipes (avec Edward Clancy, Steven Burke et Geraint Thomas)

### Championnats du monde juniors
- 2006
  -  Champion du monde de scratch juniors
  -  Médaillé de bronze de la poursuite par équipes juniors

### Coupe du monde
- 2008-2009
  - 1er de la poursuite par équipes à Copenhague (avec Steven Burke, Edward Clancy, Chris Newton)
  - 2e de la course aux points à Cali
  - 2e de l'américaine à Pékin

### Jeux du Commonwealth
- Glasgow 2014
  -  Médaillé d'argent de la course aux points

### Championnats d'Europe
- 2006
  -  Champion d'Europe de poursuite par équipes juniors (avec Jonathan Bellis, Steven Burke et Adam Blythe)
- 2007
  -  Champion d'Europe de poursuite par équipes espoirs (avec Jonathan Bellis, Steven Burke et Ben Swift)
  -  Champion d'Europe de poursuite par équipes juniors (avec Adam Blythe, Mark McNally et Luke Rowe)
  -  Médaillé d'argent de scratch juniors
- 2008
  -  Champion d'Europe de poursuite par équipes espoirs (avec Andrew Tennant, Steven Burke et Mark McNally)
- Apeldoorn 2011
  -  Champion d'Europe de poursuite par équipes (avec Steven Burke, Edward Clancy et Geraint Thomas)

### Championnats nationaux
- 2006
  -  Champion de Grande-Bretagne de poursuite juniors
  -  Champion de Grande-Bretagne de course aux points juniors
  -  Champion de Grande-Bretagne du keirin juniors
  -  Champion de Grande-Bretagne du kilomètre juniors
  - 3e du championnat de Grande-Bretagne de l'américaine
  - 3e du championnat de Grande-Bretagne de course aux points
  - 3e du championnat de Grande-Bretagne de poursuite par équipes
- 2007
  -  Champion de Grande-Bretagne de poursuite juniors
  -  Champion de Grande-Bretagne de course aux points juniors
  - 3e du championnat de Grande-Bretagne de scratch
  - 3e du championnat de Grande-Bretagne de scratch juniors
- 2008
  -  Champion de Grande-Bretagne de l'américaine (avec Mark Cavendish)
- 2009
  -  Champion de Grande-Bretagne de l'américaine (avec Mark Christian)
- 2010
  -  Champion de Grande-Bretagne de poursuite
  -  Champion de Grande-Bretagne du scratch
- 2011
  -  Champion de Grande-Bretagne de l'américaine (avec Luke Rowe)
  -  Champion de Grande-Bretagne de la course aux points
- 2013
  - 2e du championnat de Grande-Bretagne de l'américaine

## Distinctions
- UEC Hall of Fame[15]